# Pierre Gaultier de Varennes
Pierre Gaultier de Varennes, sieur de La Vérendrye (Trois-Rivières, Quebec, 17 de noviembre de 1685 - Montreal, 5 de diciembre de 1749) fue un militar, comerciante de pieles y explorador francocanadiense recordado por haber impulsado el comercio de pieles y la exploración al oeste de los Grandes Lagos.

## Biografía

### Primeros años
Nacido en Trois-Rivières, Quebec, Pierre era el hijo menor de René Gaultier de Varennes y Marie, la hija de Pierre Boucher, el primer gobernador de Trois-Rivières. Formaba parte de una familia de aristócratas de la zona de Anjou, Francia, perteneciente al Antiguo Régimen. Pierre fue educado en un seminario jesuita en Quebec. A la edad de 14 años recibió la comisión de cadete en los regulares coloniales. En 1704 y 1705 tomó parte en la lucha armada conocida como guerra de la reina Ana, en una zona actualmente perteneciente a los Estados Unidos.
A los 22 años de edad se alistó en el ejército francés, combatiendo en Flandes durante la Guerra de Sucesión Española y resultando gravemente herido y hecho prisionero. Una vez recuperado de sus heridas y en libertad condicional como prisionero de guerra, volvió a Canadá, donde se casó en 1712. Se dedicó a la agricultura y al comercio de pieles hasta 1727, año en que se trasladó a Nipigon, haciéndose cargo del mando del fuerte.

### Exploraciones

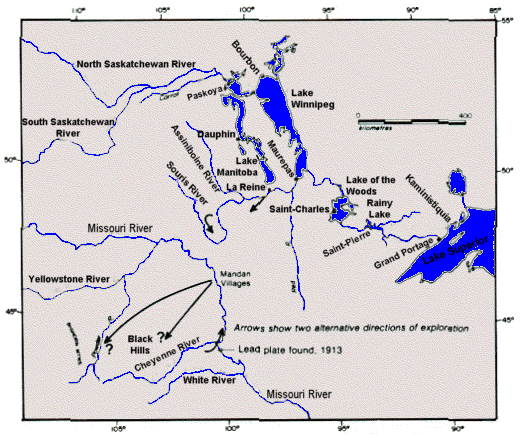
Un mapa que muestra la zona de operaciones de la familia La Vérendrye.

En 1728 fue nombrado comandante de los puestos franceses, incluyendo el Fort Kaministiquia (actual Thunder Bay, en Ontario), en la costa norte del lago Superior. Como comandante, La Vérendrye llegó a conocer a un guía cree, Auchagah, que le hizo hizo un mapa de las rutas en canoa entre el lago Superior y el lago Winnipeg, basado en su experiencia y en la de otros cree. La Vérendrye quedó convencido de que había un golfo como mar occidental (mer du couchant, «mar de la puesta de sol») que se abriría al Pacífico desde las latitudes medias de América del Norte.
En 1731 La Vérendrye empezó sus exploraciones seriamente con el objetivo de encontrar una ruta hacia ese mar occidental. Entre 1731 y 1737 construyó varios puestos comerciales entre el lago Superior y el lago Winnipeg, asistido por sus cuatro hijos y un sobrino: en 1731, Fort St. Pierre en el extremo oeste del lago Rainy; en 1732, Fort St. Charles, cerca de Angle Inlet, en el lago de los Bosques; en 1733, Fort La Foret, en el río Winnipeg; y en 1734, Fort Maurepas, también en el río Winnipeg, cerca de la actual Selkirk, en Manitoba. Al menos hasta 1760, estos fuertes fueron importantes bases de operaciones debido al comercio de pieles y a su ubicación entre Montreal y los puntos más al oeste. Estos fueron los primeros asentamientos europeos al oeste del lago Superior desde que Jacques de Noyon invernara en el lago Rainy en 1688.
En 1738 La Vérendrye viajó al suroeste con guías assiniboine, hasta el área del río Misuri, en lo que actualmente es Dakota del Norte. Allí le presentaron a los mantannes (mandans), un pueblo de habla sioux que vivía en aldeas agrícolas permanentes a lo largo del Misuri. En ese viaje estableció dos fuertes, Fort Rouge y Fort La Reine, en lo que ahora es Manitoba. Dos de sus hijos exploraron la zona al suroeste de los mantannes, llegando a las montañas Big Horn, a las Colinas Negras y regresando por el Misuri y lo que ahora es Pierre, en Dakota del Sur. En este viaje pudo haber sido en el que se encontró una piedra grabada, la runa Vérendrye (Vérendrye Runestone), cerca de la moderna Minot, Dakota del Norte, que estaba escrita en lo que los jesuitas de Quebec, posteriormente, identificaron como «escritura Tártar», y que algunos creen que se trataría de una piedra rúnica dejada por nórdicos europeos. 
Los fuertes construidos al norte y al oeste con gente al mando de La Vérendrye crearon una gran área en el oeste para los comerciantes franceses. Además de Fort Rouge y Fort La Reine, en el sitio de la actual Portage-la-Prairie, establecida en 1738, Nueva Francia construyó otros puestos relacionados con el comercio de pieles: Fort Dauphin, en (Winnipegosis); Fort Bourbon, al noroeste del lago Winnipeg; y Fort Paskoya, al noroeste del lago Cedar.
La Vérendrye renunció como comandante de los Puestos del Oeste en 1744, después de haber sido incapaz de convencer a sus superiores de que nuevas exploraciones de otros ríos, como el río Saskatchewan, les llevaría a conocer ríos con curso hacia el oeste y desembocadura en el mar Occidental. En 1746 otra vez fue nombrado para el mismo puesto, comandante del Oeste. En este cargo, volvió al este en 1747. Mientras planificaba una nueva exploración del río Saskatchewan y otros puntos del Oeste, falleció en Montreal, Quebec, el 5 de diciembre de 1749. El rey Luis XV de Francia le nombró póstumamente caballero de la Orden de San Luis.
Sus hijos, que trabajaron y exploraron con él y continuaron su labor, fueron:
- Jean Baptiste de La Vérendrye (1713-1736)
- Pierre Gaultier de La Vérendrye (1714-1755)
- François de La Vérendrye (1715-1794)
- Louis-Joseph Gaultier de la Vérendrye (n. 1717)

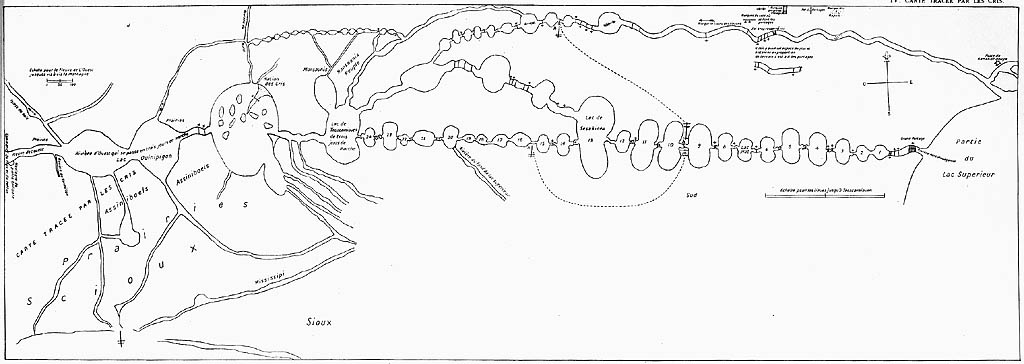
Mapa de las rutas en canoa al oeste del lago Superior, elaborado por Auchagah para La Vérendrye en 1728 o en 1729, en Fort Kaministiquia

## Legado
Numerosos lugares de la región que contribuyó a explorar fueron nombrados en su honor:
- El parque provincial La Vérendrye, en Ontario, la Reserva de Animales Salvajes La Vérendrye (La Vérendrye Wildlife Reserve, de 12 589 km²) y el Boulevard de La Vérendrye en Montreal, provincia de Quebec.
- El barrio de Varennes en el distrito de St. Vital de Winnipeg, y la calle La Vérendrye y el Parque La Vérendrye, en el distrito de Saint Boniface, en Winnipeg.
- La cooperativa Eléctrica Verendrye (Verendrye Electric Cooperative), en Dakota del Norte.